# Brokvarteret

Brokvarteret var ett kvarter i Skänninge stad. Kvarteret låg i västra delen av staden.